# Кириленко Олександр Миколайович
Олекса́ндр Микола́йович Кириле́нко — український військовослужбовець, генерал-майор Збройних сил України. Лицар ордена Богдана Хмельницького III ступеня (2022).
Заступник начальника Генерального штабу Збройних сил України (від 1 жовтня 2021).

## Життєпис
Олександр Кириленко народився 14 листопада 1975 року в місті Самарканд, Узбекистан.
Закінчив Харківське гвардійське вище танкове командне училище імені Верховної Ради України (1996), Національну академію оборони України (2004), Національний університет оборони України імені Івана Черняховського (2017).
Від 1996 до 2002 року проходив військову службу на посадах командира танкового взводу, роти, начальника штабу танкового батальйону, заступника начальника штабу танкового полку, помічника начальника оперативного відділення штабу механізованої дивізії.
2004—2005 роки — начальник оперативного відділення — заступник начальника штабу 51-ї окремої механізованої бригади 13-го армійського корпусу Сухопутних військ Збройних Сил України.
2005—2006 роки — начальник оперативного відділення (S-3) штабу Національного контингенту Українського миротворчого контингенту (Косово);
2006—2007 роки — начальник оперативного відділення — заступник начальника штабу 24-ї окремої механізованої бригади 13-го армійського корпусу Сухопутних військ Збройних сил України;
2007—2010 роки — заступник начальника оперативного відділу штабу 13-го армійського корпусу Сухопутних військ Збройних Сил України;
2010—2013 роки — начальник оперативного відділу — заступник начальника штабу 13-го армійського корпусу Сухопутних військ Збройних Сил України;
2013—2015 роки — заступник начальника оперативного управління штабу оперативного командування «Північ» Сухопутних військ Збройних Сил України;
2015—2018 роки — начальник оперативного управління — заступник начальника штабу оперативного командування «Захід» Сухопутних військ Збройних Сил України;
2018—2020 роки — перший заступник начальника Головного управління логістики Збройних Сил України;
2020—2021 роки — заступник начальника Головного управління логістики (J4) Генерального штабу Збройних Сил України;
Від 1 жовтня 2021 — заступник начальника Генерального штабу Збройних сил України.

## Нагороди
- орден Богдана Хмельницького III ступеня (9 серпня 2022) — за особисту мужність і самовіддані дії, виявлені у захисті державного суверенітету та територіальної цілісності України, вірність військовій присязі[1].

## Військові звання
- бригадний генерал (6 грудня 2021)[2],
- генерал-майор (5 травня 2022)[3].